# Кхон (водоспад)
Кхон (лаос. ນ້ຳຕົກຕາດຄອນພະເພັງ) — водоспад в південно-східній Азії на річці Меконг, на крайньому півдні Лаосу.

## Географія
Водоспад розташований у нижній течії річки Меконг, на півдні провінція Тямпасак (Лаос), поблизу кордону із Камбоджею, за 132 км на південь від адміністративного центру провінції — Паксе, та за 354 км на південний-схід від столиці країни — В'єнтьян. 
Загальна висота падіння води становить 21 м у сегментованому каскаді порогів. Загальна довжина каскадів — 9,7 км. Водоспад складається із кількох тисяч островів і незліченних водних рукавів та проток, даючи цій області ім'я річковий архіпелаг Сі Фан Дон (англ. Si Phan Don; лаос. ສີ່ພັນດອນ; тобто означає «4000 островів»). Середня ширина водоспаду становить 10 783 м, максимальна — 12 954 м. За цим показником водоспад вважається найширшим у світі. Він у середньому щосекунди скидає 11 610 м³ води (5-те місце у світі), а в період максимального рівня води в річці витрата може доходити до 49 554 м³/с. 
В сезон мусоних дощів повінь річки повністю поглинає водоспад, на його місці утворюється стрімка, бурхлива течія з численними вирами, бурунами та перепадами рівня води. Водоспад є головною перешкодою для судноплавства на річці Меконг.

## Історія
У кінці з XIX століття французи зробили декілька безрезультатних спроб подолати перешкоди водоспаду на канонерському човні. Зокрема в 1866 році тут зазнала невдачі спроба пройти вверх по річці Меконг водної експедиції під командуванням французьких колоніальних офіцерів-дослідників Ернеста Дудара де Лагре та Франсіса Гарньє, яка вивчала кордони стародавньої Камбоджі і шукала водний шлях у Китай через материк.
Офіційне відкриття водоспаду відбулося у 1920 році дослідником Е. Кхоханом, і він був названий на його честь.

## Галерея
| Водоспад Кхон зверху | Водоспад Кхон у повноводдя | Водоспад Кхон знизу |